# Conjunto cuadrático
En matemáticas, un conjunto cuadrático es un conjunto de puntos en un espacio proyectivo que tiene las mismas propiedades de incidencia esenciales que una cuádrica (una sección cónica en un plano proyectivo, o bien una esfera, un cono o un hiperboloide en un espacio proyectivo).

## Definición de un conjunto cuadrático
Sea {\displaystyle {\mathfrak {P}}=({\mathcal {P}},{\mathcal {G}},\in )} un espacio proyectivo. Un conjunto cuadrático es un subconjunto no vacío {\displaystyle {\mathcal {Q}}} de {\displaystyle {\mathcal {P}}} para el que se cumplen las dos condiciones siguientes:
(QS1): Cada línea recta {\displaystyle g} de {\displaystyle {\mathcal {G}}} interseca a {\displaystyle {\mathcal {Q}}} en como máximo dos puntos, o está contenida en {\displaystyle {\mathcal {Q}}}.
({\displaystyle g} se llama exterior a {\displaystyle {\mathcal {Q}}} si {\displaystyle |g\cap {\mathcal {Q}}|=0}, tangente a {\displaystyle {\mathcal {Q}}} si {\displaystyle |g\cap {\mathcal {Q}}|=1} o {\displaystyle g\cap {\mathcal {Q}}=g}, y secante a {\displaystyle {\mathcal {Q}}} si {\displaystyle |g\cap {\mathcal {Q}}|=2}.)
(QS2): Para cualquier punto {\displaystyle P\in {\mathcal {Q}}}, la unión {\displaystyle {\mathcal {Q}}_{P}} de todas las rectas tangentes que pasan por {\displaystyle P} es un hiperplano o el espacio completo {\displaystyle {\mathcal {P}}}.
Un conjunto cuadrático {\displaystyle {\mathcal {Q}}} se llama no degenerado si para cada punto {\displaystyle P\in {\mathcal {Q}}}, el conjunto {\displaystyle {\mathcal {Q}}_{P}} es un hiperplano.
Un espacio proyectivo papiano es un espacio proyectivo en el que se cumple el teorema del hexágono de Pappus.
El siguiente resultado, debido a Francis Buekenhout, es una afirmación sorprendente para espacios proyectivos finitos:
Teorema: Sea {\displaystyle {\mathfrak {P}}_{n}} un espacio proyectivo finito de dimensión {\displaystyle n\geq 3} y {\displaystyle {\mathcal {Q}}} un conjunto cuadrático no degenerado que contiene líneas rectas. Entonces: {\displaystyle {\mathfrak {P}}_{n}} es papiano y {\displaystyle {\mathcal {Q}}} es una cuádrica con índice {\displaystyle \geq 2}.

## Definiciones de óvalo y ovoide
Los óvalos y los ovoides son conjuntos cuadráticos especiales:
Sea {\displaystyle {\mathfrak {P}}} un espacio proyectivo de dimensión {\displaystyle \geq 2}. Un conjunto cuadrático no degenerado {\displaystyle {\mathcal {O}}} que no contiene líneas rectas se llama ovoide (u óvalo en caso plano).
Las siguientes definiciones equivalentes de óvalo/ovoide son más comunes:
Definición: (óvalo)
- Un conjunto de puntos no vacío {\displaystyle {\mathfrak {o}}} de un plano proyectivo se llama óvalo si cumple las siguientes propiedades:

(o1) Cualquier recta se encuentra con {\displaystyle {\mathfrak {o}}} como máximo en dos puntos.
(o2) Para cualquier punto {\displaystyle P} en {\displaystyle {\mathfrak {o}}} hay una y solo una recta {\displaystyle g} tal que {\displaystyle g\cap {\mathfrak {o}}=\{P\}}.
Una recta {\displaystyle g} es una recta exterior, tangente o secante al óvalo si {\displaystyle |g\cap {\mathfrak {o}}|=0} o {\displaystyle |g\cap {\mathfrak {o}}|=1} o {\displaystyle |g\cap {\mathfrak {o}}|=2} respectivamente.
Para planos finitos, el siguiente teorema proporciona una definición más simple:
Teorema: (óvalo en un plano finito):
Sea {\displaystyle {\mathfrak {P}}} un plano proyectivo de orden {\displaystyle n}. Un conjunto {\displaystyle {\mathfrak {o}}} de puntos es un óvalo si {\displaystyle |{\mathfrak {o}}|=n+1} y si no hay tres puntos de {\displaystyle {\mathfrak {o}}} son colineales.
Según este teorema de Beniamino Segre, para los planos proyectivos papianos de orden impar, los óvalos son simplemente cónicas:
Teorema:
Sea {\displaystyle {\mathfrak {P}}} un plano proyectivo papiano de orden impar. Cualquier óvalo en {\displaystyle {\mathfrak {P}}} es una cónica ovalada (cuádrica no degenerada).
Definición: (ovoide):
- Un conjunto de puntos no vacío {\displaystyle {\mathcal {O}}} de un espacio proyectivo se denomina ovoide si se cumplen las siguientes propiedades:

(O1) Cualquier recta se cruza con {\displaystyle {\mathcal {O}}} como máximo en dos puntos.
({\displaystyle g} se llama línea exterior, tangente y secante si {\displaystyle |g\cap {\mathcal {O}}|=0,\|g\cap {\mathcal {O}}|=1} y {\displaystyle |g\cap {\mathcal {O}}|=2} respectivamente.)
(O2) Para cualquier punto {\displaystyle P\in {\mathcal {O}}}, la unión {\displaystyle {\mathcal {O}}_{P}} de todas las rectas tangentes que pasan por {\displaystyle P} es un hiperplano (plano tangente en {\displaystyle P}).
Ejemplo:
a) Cualquier esfera (cuádrica de índice 1) es un ovoide.
b) En el caso de espacios proyectivos reales, se pueden construir ovoides combinando mitades de elipsoides adecuados, de modo que el resultado no sea una cuádrica.
Para espacios proyectivos finitos de dimensión {\displaystyle n} sobre un cuerpo {\displaystyle K}, se tiene que:
Teorema:
a) En el caso de que {\displaystyle |K|<\infty }, existe un ovoide en {\displaystyle {\mathfrak {P}}_{n}(K)} solo si {\displaystyle n=2} o {\displaystyle n=3}.
b) En el caso de que {\displaystyle |K|<\infty ,\ \operatorname {carac} K\neq 2}, un ovoide en {\displaystyle {\mathfrak {P}}_{n}(K)} es una cuádrica.
Existen contraejemplos (como los ovoides de Tits-Suzuki) que demuestran que el enunciado b) del teorema anterior no es cierto para {\displaystyle \operatorname {carac} K=2}.